# Кнудсен, Эрик Ингвальд
Эрик Ингвальд Кнудсен (Eric Ingvald Knudsen; род. 7 октября 1949, Пало-Алто, Калифорния) — американский нейробиолог, специалист по центральной нервной системе. 
Доктор философии (1976), профессор Стэнфордского университета, член Национальной академии наук США (2002) и Американского философского общества (2016).

## Биография
Окончил Калифорнийский университет в Санта-Барбаре со степенями бакалавра зоологии (1971, Summa cum laude) и магистра нейронаук (1973), числясь там он также занимался в германском Гёттингенском университете и Woods Hole Marine Biological Laboratory; принят в Phi Beta Kappa (1971).
Степень доктора философии по нейронаукам получил в 1976 году в Калифорнийском университете в Сан-Диего (научный руководитель — Theodore Holmes Bullock). В 1979 году завершил постдокство в Калтехе (работал у Masakazu Konishi). С того же года на кафедре нейробиологии Стэнфордского университета: ассистент-профессор, с 1985 года ассоциированный профессор, с 1988 года полный профессор, в 2000—2005 гг. заведующий кафедрой, а также с 1995 года именной профессор (Sewall Professor) нейробиологии Стэнфордской школы медицины, ныне эмерит.
Ассоциированный член Neuroscience Research Program (1995).
Член Американской академии искусств и наук (1996) и Американской ассоциации содействия развитию науки.

## Награды и отличия
- AAAS Newcomb Cleveland Prize[англ.] (1978)
- Стипендия Слоуна (1983-85)
- Young Investigator Award, Американское общество нейронаук (1984)
- McKnight Neuroscience Development Award (1985-87)
- Troland Research Award[англ.] НАН США (1988)
- Claude Pepper Award, NIDCD[англ.] (1991)
- Givaudan-Roure Award, Association for Chemoreception Sciences[англ.] (1996)
- McKnight Senior Investigator Award (1997)
- W. Alden Spencer Award[англ.], Колумбийский университет (2002)
- Премия Грубера по нейронаукам (2005)
- Karl Spencer Lashley Award[англ.] Американского философского общества (2008)[3]